# Contea di Zhongshan
La contea di Zhongshan (钟山县S, Zhōngshān XiànP) è una contea della Cina, situata nella regione autonoma di Guangxi e amministrata dalla prefettura di Hezhou.